# Samsunspor Kulübü
El Samsun Spor Kulübü o només Samsunspor és un club de futbol turc de la ciutat de Samsun.

## Història

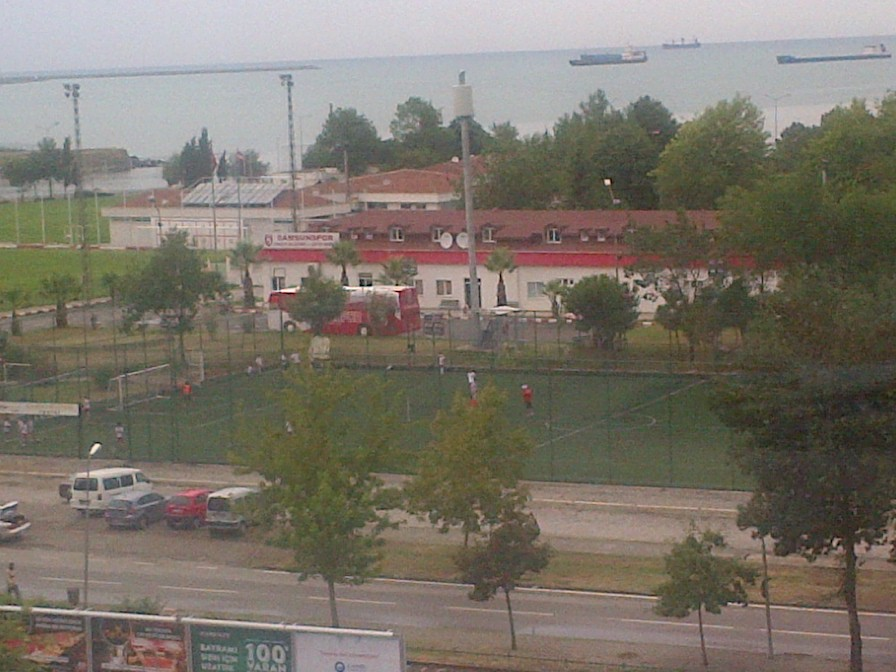
Camp d'entrenament Samsunspor al districte-barri de Canik, Samsun.

Els colors del club són el vermell i el blanc. El tercer color oficial del club, el negre, fou afegit després del tràgic accident que patí el club el 20 de gener de 1989 i que causà la pèrdua de quatre vides de membres de la plantilla. Aquest accident estroncà una brillant trajectòria del club durant els anys 80 a la màxima categoria del futbol turc. Fou finalista de la copa turca el 1987 en una final perduda davant el Sakaryaspor. L'any 2004 patí una greu crisi econòmica que el portà a les divisions inferiors turques.

## Palmarès
- 1 Copa Balcànica de clubs: 1993/94
- Copa TSYD (1)

## Jugadors destacats
1960s
- Nuri Asan
- Yılmaz Yurttaş
- Coşkun Sapmaz

1970s
- Temel Keskindemir
- Adem Kurukaya
- Abidin Akmanol
- Hayri Koloğlu

1980s
- Hasan Şengün
- Tanju Çolak
- Mete Adanır
- Zoran Tomić
- Muzaffer Badalıoğlu
- Emin Kar
- Fatih Uraz
- Rıfat Benli
- Savaş Demiral

1990s
- Ertuğrul Sağlam
- Duško Milinković
- Müjdat Gürsu
- Osman Aksoy
- Celil Sağır
- Ercan Koloğlu
- Serkan Aykut
- Cenk İşler
- Sinan Yeşil
- Daniel Timofte
- Bogdan Stelea
- Wilson Oruma
- Alioum Boukar
- Vural Korkmaz

2000s
- Tümer Metin
- İlhan Mansız
- Ike Shorunmu
- Kaies Ghodhbane
- Giani Stelian Kiriţă
- Adnan Güngör
- Caner Altın
- Kenan Yelek